# Rohonyi Károly
Rohonyi Károly (CHY-DÉR) (születési neve: Roheim Károly; 1949-ig) (Budapest, Terézváros, 1906. szeptember 12. – Waterloo, 1998. május 5.) magyar származású angol fényképész, plakáttervező, grafikusművész.

## Életpályája
Dr. Roheim Ödön (1868–1939) okleveles ügyvéd, fakereskedő és Staadecker Margit fiaként született. 1919 áprilisában édesapjával a terézvárosi plébániatemplomban kikeresztelkedett a római katolikus vallásra. 1925–1932 között – érettségi után – a Telefongyár angol-francia levelezőjeként dolgozott. 1932–1933 között a Hunnia Filmgyár segédoperatőre és világosítójaként tevékenykedett. 1933–1936 között portréfényképész, riportfotós volt; felvételei a Tükörben, a Világban jelentek meg. 1936-ban készítette első plakátját (Dreher-keksz). 1945–1948 között plakáttervezést tanított az Atelier művészeti tervező és műhelyiskolában. 1947-ben a Károlyi-palotában rendezett Közlekedési kiállítás Posta részlegének grafikáját készítette el. 1948-ban részt vett a Brüsszeli Nemzetközi Vásár magyar részlegének rendezésében, majd Belgiumban maradt. 1950-ben a Macaroni REMY első nagyformátumú kereskedelmi plakát alapozta meg hírnevét. 1954-ben Chambre Commerce, a belga tervezőgrafikusok kamarájának alapító tagja volt. 1963-ban Design 63 kiállítás, G. La Renaissance szervezője volt. 1965-től Waterlooban élt.

## Munkássága
Sikeres politikai plakátokkal vett részt a fordulat éveinek választási harcaiban. A Szociáldemokrata Párt számára dolgozott (Egy út van, a Szociáldemokrata Párt, 1945; Most magadnak aratsz, 1945; Kezedben a döntés, szavazz szociáldemokratára!, 1947). A háború után beinduló élet optimizmusát hirdetik kereskedelmi plakátjai és a Várkonyi fotóstúdió fotómontázs falragaszai. Humoros kereskedelmi plakátokat tervezett az 1950-es, 1960-as években, a belga alkalmazott grafika meghatározó mesterévé vált.

## Családja
Felesége Dér Alice volt, Jaschik Álmos növendéke volt.

## Válogatott, csoportos kiállításai
- 1948, 1960, 1982, 1986 Budapest
- 1977 Brüsszel
- 1995 Székesfehérvár